# Teatro del fuoco
Il Teatro del Fuoco (sottotitolato International Firedancing Festival) è un festival teatrale di danzatori di fuoco e altri linguaggi artistici che si svolge annualmente, nel periodo estivo, alle Isole Eolie ed a Palermo.
Il festival, che nel 2009 ha ricevuto il riconoscimento del Presidente della Repubblica Giorgio Napolitano, è stato il primo in Italia a difendere e diffondere la cultura degli artisti specializzati in performance pirotecniche, contribuendo alla valorizzazione del territorio eoliano. Il Teatro del Fuoco celebra il fuoco come fonte di luce, di ispirazione, come soffio vitale e purificatore a differenza del festival sul fuoco più famoso al mondo, il Burning Man che per otto giorni incendia il deserto del Nevada, riducendo in cenere simulacri e affini.
Altri festival internazionali del settore sono: Soulclipse Festival in Turchia, il Beltane Fire Festival in Scozia, il Lismore Lanter Parade in Australia, l'International Fireworks Competition spagnola e lo Shanghai International Fireworks Festival.

## Storia
All'inizio del 2008, Amelia Bucalo Triglia decide di realizzare un progetto di marketing territoriale che possa valorizzare la Sicilia recuperandone le antiche tradizioni del folklore regionale. Nell'Agosto dello stesso anno ebbe dunque inizio la prima edizione del festival che da allora si è tenuto con cadenza annuale se si escludono i vari eventi minori a esso correlati. 
Dal 2010 il Teatro del Fuoco diventa un festival itinerante:  fa tappa a Stromboli, Lipari, Linguaglossa, Nicolosi sull’Etna e Catania Ustica, le isole Egadi e dal 2011, in occasione del Carnevale, approda anche a Palermo dove si esibisce ogni anno il 1 agosto. 
Nel 2013 gli artisti del Teatro del Fuoco si esibiscono all’Auditorium La Conciliazione di Roma Per il Ministero della Difesa per la celebrazione della festa dell’Unità di Italia e delle Forze Armate con diretta su Rai Due. 
Nel 2015 il festival viene selezionato da Forbes come uno dei 12 eventi al mondo per il quale valga la pena viaggiare d'estate.
Nel 2016 il Teatro del Fuoco viene scelto come brand ambassador per rappresentare le eccellenze italiane a Tokio in occasione del 150º anniversario dall'inizio delle relazioni diplomatiche tra Italia e Giappone.
A fine luglio 2016 il festival torna a svolgersi a Palermo lungo il percorso UNESCO aggiungendo agli show il Teatro del Fuoco Daylight intrattenimento diurno con Parate e animazione di forte impatto visivo con meravigliosi costumi ed acrobazie stupefacenti.
Il primo agosto del 2017 inizia il tour dal sito archeologico del Castello a Mare a Palermo con lo show "10". 
Nel settembre del 2017 si esibisce sull'Etna per la Notte Europea dei Vulcani.
Nel 2018 è inserito nel calendario degli eventi della Regione Siciliana e Palermo Capitale della Cultura, gli spettacoli si sono svolti a Palermo presso la chiesa di Santa Maria dello Spasimo e all'interno del Festival delle Orestiadi di Gibellina
Negli anni è stato patrocinato da Regione Siciliana, Filmoteca Regionale Siciliana, Comune di Lipari, Comune di Palermo.

## I temi
Ogni anno il festival ha scelto un tema portante, intorno al quale hanno gravitato le esibizioni e i seminari di formazione culturale associati al festival stesso. 
- 2008: Trasformazione
- 2009: Energia
- 2010: Miti e dei del fuoco
- 2011: Fuoco come Passione[9]
- 2012: Fiamma Femminea
- 2013: Desiderio Ardente
- 2014: Isole Scintillanti
- 2015: Musicanti
- 2016: Identità
- 2017: 10
- 2018: Future
- 2019: Energia e Speranza

## Struttura del Festival

### Selezione ufficiale
Il concorso è la parte del festival maggiormente conosciuta dal pubblico. Raccoglie artisti da varie parti del mondo, affermati ed emergenti, che si esibiscono per tutta la durata della manifestazione (circa una settimana). Il premio assegnato alla migliore esibizione, al fine di promuovere la cultura di tale forma teatrale, consiste nell'ingaggio da parte dell'organizzazione per un tour di un anno sul territorio italiano. Tra le presenze registrate, rappresentanze della Germania, Polonia, Francia, Nuova Zelanda, Ungheria, Australia, Austria, Indonesia, Svizzera, Israele.

### Le Lezioni
Fin dalla prima edizione, al concorso si affianca un programma di incontri tra docenti di danza e teatro e un pubblico di appassionati e aspiranti artisti.

## Teatro del Fuoco Kids
Sezione dedicata ai corsi di teatro riservati a bambini dai 5 agli 11 anni

## Teatro del Fuoco Food
La sezione Teatro del Fuoco & Food è dedicata al cibo, la dieta mediterranea è protagonista grazie all’estro creativo di chef “eccellenze siciliane”.
Il fuoco è responsabile di tutti i processi di trasformazione dell’uomo, del cibo, della buona alimentazione, del benessere, del food.

## Teatro del Fuoco Social
Spazio dedicato ad eventi volti alla sensibilizzazione su tematiche sociali o dedicati a dare sollievo a chi soffre.